# Resolution 1985 des UN-Sicherheitsrates
Die Resolution 1985 des UN-Sicherheitsrats wurde am 10. Juni 2011 vom Sicherheitsrat der Vereinten Nationen in seiner 6553. Sitzung unter Hinweis auf die Resolutionen 825, 1540, 1695, 1718, 1874, 1887 und 1928 verabschiedet. Die genannten Resolutionen behandeln allesamt die Verbreitung von Massenvernichtungswaffen und haben zumeist einen Bezug zu Nordkorea.
Der Sicherheitsrat stellte erneut fest, dass die Verbreitung von nuklearen, chemischen und biologischen Waffen für den internationalen Frieden und die internationale Sicherheit eine Gefahr darstellt. Er wiederholte auch seine Forderung, dass die Berichte des eigens für diese Angelegenheit eingesetztem Expertenrats zuverlässige und objektive Einschätzungen, Analysen und Empfehlungen enthalten müssen.
Der Sicherheitsrat verlängerte sein Mandat aus Resolution 1874 zur Überwachung der Sanktionen gegen die Regierung Nordkoreas, welches nach dem unterirdischen Kernwaffentest 2009 erteilt worden war. Der Expertenrat soll dem Sicherheitsrat bis zum 12. November 2011 einen ersten und 30 Tage vor Ende des Mandats einen zweiten Bericht abgeben.